# Sarego
Sarego es un municipio italiano de 6.082 habitantes de la provincia de Vicenza (región del Véneto).

## Monumentos
- Villa Trisino, una de las villas palladianas declaradas Patrimonio de la Humanidad por la Unesco.

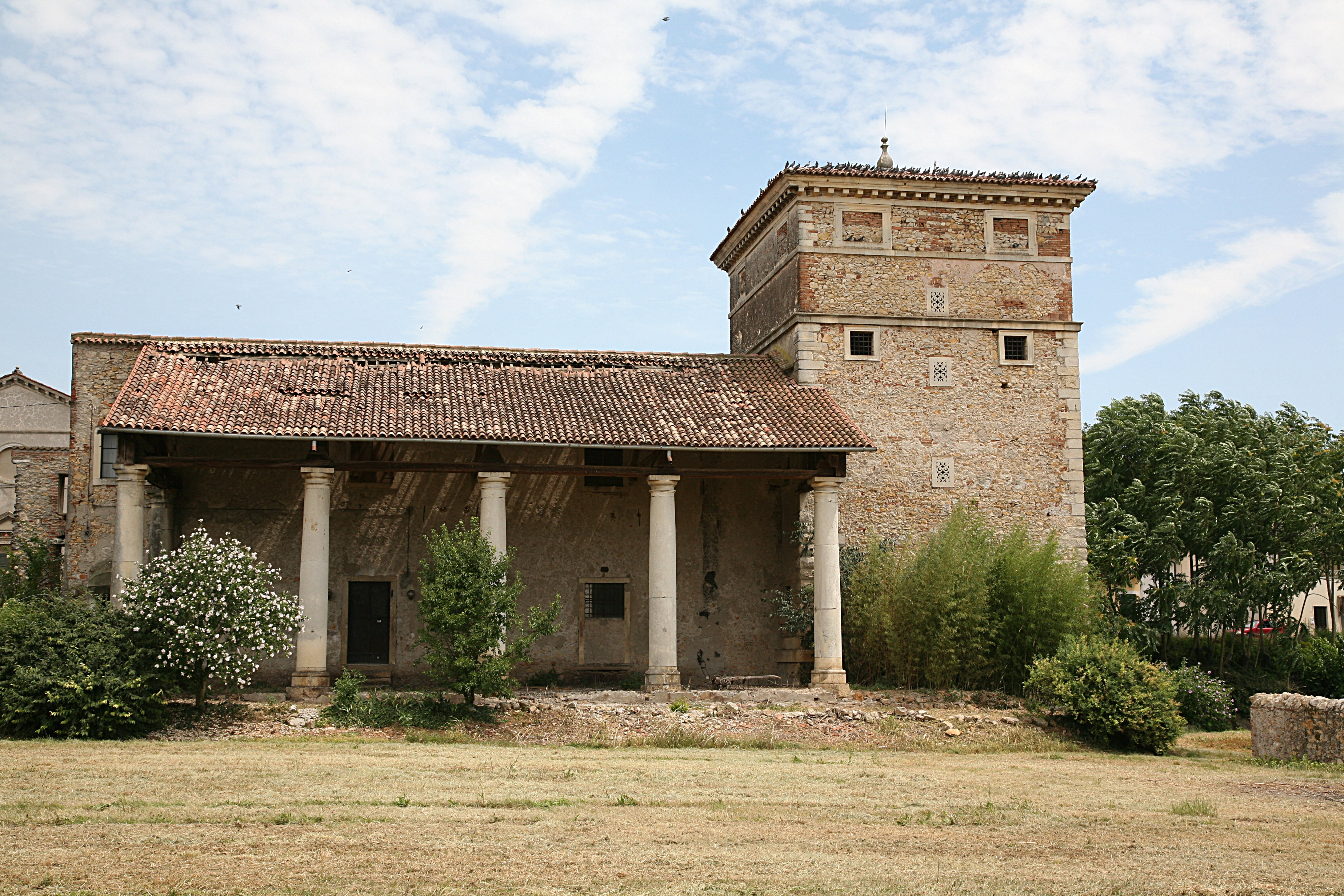
Barchesse de villa Trissino, alrededor de 1567, única parte superviviente del proyecto jamás completado para una villa véneta de Andrea Palladio en Meledo de Sarego, a orillas del río Guà.

- Villa Arnaldi

## Evolución demográfica
| Gráfica de evolución demográfica de Sarego entre 1861 y 2001 |
|                                                              |
| Fuente ISTAT - elaboración gráfica de Wikipedia              |